# سیسی استوارت
سیسی استوارت (انگلیسی: Cissie Stewart; ۱۹ ژوئیهٔ ۱۹۱۱ – ۸ ژانویهٔ ۲۰۰۸) شناگر زن اهل بریتانیا بود.